# Upogebia mediterranea
Upogebia mediterranea is een tienpotigensoort uit de familie van de Upogebiidae. De wetenschappelijke naam van de soort is voor het eerst geldig gepubliceerd in 1992 door Noël.